# Spas (sztuka walki)
Spas – kozacka sztuka walki i sposób przeżycia w ekstremalnych warunkach środowiskowych. Pierwsza pisemna wzmianka o sztuce walki Spas pochodzi z 1989 roku. W czasopiśmie "Техника молодежи" №2 z 1989 roku Leonid Bezkłubyj opublikował pod pseudonimem "Leonid Bez" artykuł zatytułowany "Интерес моей мысли". Opisuje w nim proces szkolenia w tej sztuce walki, który przechodził pod okiem swego dziadka około 35 lat przed publikacją tekstu (co sugeruje, iż proces przekazania wiedzy zaczął się około roku 1954). Cenzura radziecka usunęła z pierwotnej wersji artykułu wzmianki o tym, iż Spas był sztuką walki kozaków zaporoskich.
Spas kozacki polegał na walce wręcz (kopnięcia, zapasy, uderzenia rękoma) i z wykorzystaniem broni białej (szabla, kij i inne), a także palnej. Wywodził się z technik wykorzystywanych przez zaporoskich kozaków, zwiadowców, płastunów.

## Współczesne odrodzenie sztuki walki Spas
Obecny rozwój sztuki walki wręcz Spas na terytorium Ukrainy rozpoczął się na początku lat dziewięćdziesiątych z inicjatywy Ołeksandra Prytuły zainspirowanego opublikowanym w 1989 roku artykułem Leonida Bezkłubego. Prytuła rozpoczął proces poszukiwania osób, które znały różne formy kozackich sztuk walki, w tym w szczególności właśnie Spas. Ołeksandr miał już wtedy styczność z kozackimi sztukami walki, gdyż pewne elementy takowych przekazał mu jego wywodzący się z kozaków zaporoskich dziadek Fedor Chudolij. Prytuła studiował również pod kierownictwem mistrzów sztuk walki z miasta Zaporoże - Ołeksandra Nikiforowa i Mykoły Nikiforowa. W latach 1992-1996 prowadzono poszukiwania osób znających kozackie sztuki walki we wsiach Ukrainy oraz regionu Kubania (wśród kozaków kubańskich). W 1994 Prytuła poznał osobiście Leonida Bezkłubego i w latach 1994-1998 pod jego okiem poznawał sztukę walki Spas.